# Syun-Ichi Akasofu
Syun-Ichi Akasofu (赤祖父 俊一 'Akasofu Shun'ichi'?) (赤祖父 俊一, 'Akasofu Rehuye'ichi?', 4 de diciembre de 1930, Saku, Nagano, Japón) es el director fundador del Centro de Estudios Árticos Internacional de la Universidad de Alaska Fairbanks (UAF), sirviendo en esa posición del establecimiento central, en 1998, hasta enero de 2007. Anteriormente había sido director de la universidad Geophysical Instituto de 1986.

## Biografía
Een 1953, obtuvo un B.S.; y, en 1957, un M.S. en geofísica por la Universidad de Tohoku, Sendai, Japón. Y, en 1961, un Ph.D en geofísica por la Universidad de Alaska Fairbanks (UAF). Dentro del marco de su tesis de Ph.D. estudió la aurora polar. Su asesor científico fue Sydney Chapman. Akasofu Ha sido profesor de geofísica en la UAF desde 1964.
Fue director del Geophysical Instituto de 1986 hasta 1999, durante el cual el Observatorio Vulcanológico de Alaska se estableció y se modernizaba el Poker Flat Research Range. Fue, en 1998, el primer director del Centro de Búsqueda Ártico Internacional (IARC) y quedó en esa posición hasta 2007.
Sirvió como editor asociado del J. of Geophysical Research (1972–74) y del J. of Geomagnetism & Geoelectricity (1972–presente), respectivamente. Además, sirvió como miembro del Consejo consultivo Editor de Ciencia Espacial Planetaria (1969–presente), el Consejo consultivo Editor de Revisiones de Ciencia Espacial (1967–77), y el Comité Editor de Revisiones de Ciencia Espacial (1977–presente). Como estudiante de posgrado, Akasofu fue de los primeros en entender que la aurora boreal era de hecho una aurora de luz rodeando el Polo Magnético del norte.

## Algunas publicaciones
Es un investigador ISI citado altamente.
- Polar y Magnetospheric Substorms, D. Reidel Pub. Co., Dordrecht, Holanda, 1968 (también edición rusa).
- con B. Fogle, y B. Haurwitz, Sydney Chapman, Ochenta, publicado por el Centro Nacional para Búsqueda Atmosférica y el Servicio Editorial de la Universidad de Colorado, 1968.
- con S. Chapman, Solar-Física Terrestre, Clarendon Prensa, Oxford, Inglaterra, 1972 (también edición rusa y china).
- La Aurora: Un Fenómeno de Caudal que Rodea la Tierra, (en japonés), Chuo-koran- sha, Tokio, Japón.
- Física de Magnetospheric Substorms, D. Reidel, Pub. Co. Dordrecht, Holanda, 1977.
- Aurora Borealis: Las Luces Del norte Asombrosas, Alaska Sociedad Geográfica, Pub de Noroeste de la Alaska. Co., 6, 2, 1979, (también una edición japonesa).
- (ed.) Dinámica de la Magnetosfera, D. Reidel Pub. Co. Dordrecht, Holanda, 1979.
- con J.R. Kan (eds.) Física de Auroral Arc Formación, Soy. Geophys. Unión, Washington D. C., 1981.
- con Y. Kamide (eds.) El Viento Solar y la Tierra, Geophys. Astrophys. Monografías, Terra Pub Co., Tokio, Japón, y D. Reidel Pub. Co. Dordrecht, Holanda, 1987.
- Secretos de la Aurora Borealis, Alaska Sociedad Geográfica, Banta Agrupan/Hart Prensa 29 (1) 2002.
- Explorando los Secretos de la Aurora, Kluwer Editores Académicos, Netherlands, 2002.

## Premios y honores
- 1976 - Chapman Medalla, Sociedad Astronómica Real
- 1977 - Premio de Ciencias de la Academia de Japón.
- 1979 - miembro de la americano Geophysical Unión (AGU)
- 1979 - medalla John Fleming, AGU
- 1980 - Señalado Alumno por UAF.
- 1981 - "1.000 Científicos Contemporáneos Citados por Contenidos Actuales.
- 1985 - Primer recipiente de la silla de Profesorado Sydney Chapman, UAF
- 1985 - Conferencia Especial para el Emperador de Japón en la aurora (3 de octubre)
- 1986 - Miembro de la Academia Internacional de Aeronáutica, París
- 1987 - "Centennial Alumni" por la Asociación Nacional de Tierra y Universidades Estatales Grant Universidades
- 1993 - premio de Ministro de asuntos exteriores de Japón para Promover Relaciones Internacionales e Intercambio Cultural entre Japón y Alaska
- 1996 - Premio de Ministro de las Telecomunicaciones para Contribuciones a los EE. UU.-Proyecto de Junta del Japón en Ciencia ambiental en Alaska.
- 1997 - Edith R. Bullock Premio para Excelencia, Sistema de la Universidad de Alaska.
- 1999 - Alaskano del Año - Denali Premio.
- 2002 - "Mundo Autores en Física Espacial" por Contenidos Actuales ISI.
- 2003 - Orden de los Tesoros Sagrados, Oro y Estrellas de Plata por el Emperador de Japón
- 2011 - Geosciences Unión, medalla Hannes Alfvén.